# ستيفن فان دير هاغن
ستيفن فان دير هاغن هو سياسي هولندي، ولد في 1563 في آمرسفورت في هولندا، وتوفي في 1621 بسبب الموت الأسود وطاعون.